# Torre de pruebas de TKE

Entrada a la torre

La torre de pruebas de TKE en Rottweil es una torre de pruebas para ascensores de la empresa TKE de 246 metros de altura para ascensores rápidos y de alta velocidad. La torre, que fue construida cuando la empresa era una filial de ThyssenKrupp (Thyssenkrupp Elevator) entre 2014 y 2017, ofrece la plataforma para visitantes más alta de Alemania con 232 metros y es la segunda torre de prueba más alta del mundo para sistemas de ascensores. Con el sótano, que también se utiliza como entorno de prueba para los huecos del ascensor, el hueco tiene una longitud total de 275,5 metros.
La torre ha ganado numerosos premios de arquitectura, ingeniería y diseño y ofrece algunos puntos de venta únicos. Es la primera estructura en el mundo que se puede hacer vibrar mediante un péndulo de vibración dentro del eje de la torre. Las cargas de viento reales se simulan de esta manera. El eje está cubierto con un tejido especial de fibra de vidrio a lo largo de un tubo helicoidal, que define la forma exterior real de la torre. Esto significa que la torre es también el edificio revestido de textiles más alto del mundo.

## MULTI
La empresa describe el Multi  como una "combinación de Transrapid y Paternoster": las cabinas deben ser impulsadas por motores lineales en lugar de cuerdas. Como resultado, varios coches se pueden mover con altas fuerzas de aceleración en un eje. Las cabinas también se pueden desviar hacia túneles horizontales. Esto permite la operación circular como un paternóster y el sistema permite el desarrollo horizontal y vertical uno al lado del otro. Como resultado, el espacio requerido para los ascensores se puede reducir, la altura del eje es independiente del límite técnico con la longitud del cable de aproximadamente 800 my se abren nuevas posibilidades arquitectónicas. El sistema se está probando actualmente en la torre de pruebas de Rottweiler. Aún no ha sido aprobado para el transporte de pasajeros. El primer sistema utilizable se instalará en la torre Edge East Side en Berlín.